# 一宮運輸
一宮運輸株式会社（いちみやうんゆ、英字：ICHIMIYA TRANSPORTATION. CO., LTD.）は、愛媛県新居浜市西原町に本社を置く日本の運輸会社である。日本国内外の31社からなる一宮グループの物流ブロックの中核企業である。
全国的な事業所網を強みに、一般貨物から、危険物・毒劇物、特殊医薬品にいたるまでの総合物流を提供する。また、引越業や建築物管理などの業務も行う。

## 主要事業所
- 本社：愛媛県新居浜市西原町2-4-36
- 営業本部 - 東京都中央区日本橋本町3-4-7 新日本橋ビル6階
- 海外事業本部 - 大阪府大阪市中央区伏見町2-6-6
- 四国支社 - 愛媛県新居浜市多喜浜6-8-33
- 今治支店 - 愛媛県今治市富田新港1-1-6
- 熊本支店 - 熊本県菊池郡大津町杉水字中谷3732
- 関西支社 - 大阪府東大阪市池島町8丁目1-45
  - 大阪支店 - 大阪府東大阪市池島町8丁目1-45
  - 中部支店 - 愛知県弥富市六條町中切8
- 北陸支店 - 富山県射水市今井243-1
- 関東支社 - 千葉県市原市姉崎海岸126
- 東北支店 - 岩手県奥州市水沢区卸町2-1

## 沿革
- 1951年 - 一宮工務店運輸部として住友化学工業菊本製造所構内において、運送・梱包作業を開始。
- 1961年 - 「一宮運輸有限会社」設立。
- 1966年 - 「一宮運輸株式会社」に組織変更。
- 1968年 - 名古屋支店開設。
- 1969年 - 富山支店、千葉支店開設。
- 1974年 - 大阪支店、東京支店開設。
- 1981年 - 東北支店開設。
- 1989年 - 物流センター新居浜開設。。
- 1994年 - イベント事業、貿易事業開始
- 1999年 - 国際品質規格(ISO)9002の認証取得。
- 2002年 - 国際品質規格(ISO)9001-2000版の認証取得。
- 2005年 - ワンパックサービス事業部新設。
- 2006年 - 流通事業部開設。
- 2007年 - 神戸税関に通関業者の認可を受ける。新居浜通関事業所開設。
- 2009年 - 関西支社　東大阪市に移転伴い新倉庫設立。
- 2010年 - 大阪通関事務所開設。ISO27001認証取得。
- 2013年 - 物流センター北関東新築。物流センター大阪で信書便事業開始。
- 2015年 - タイ（バンコク）に現地法人設立。
- 2016年 - 今治商運株式会社との合併により今治支店開設。物流センター千葉2号倉庫新築。
- 2017年 - 物流センター西条(1期)新築。